# Departamento General Donovan
General Donovan es un departamento en la provincia del Chaco, Argentina.

## Historia
Fue creado el 1 de julio de 1953, mediante la Ley Provincial N.º 6. Esta norma estableció 24 divisiones administrativas en la entonces recientemente creada provincia Presidente Perón, actual provincia del Chaco.
El censo argentino de 1960 relevó una población de 10 228 habitantes, entre los que 2044 personas fueron registradas como población urbana.
El nombre homenajea al general Antonio Dónovan, segundo gobernador del Territorio Nacional del Chaco, desde abril de 1887 a agosto de 1893. 

## Superficie y límites
El departamento tiene una superficie de 1487 km².
Limita al norte con el departamento Sargento Cabral, al este con el departamento Primero de Mayo, al sur y sudeste con el departamento Libertad, al sudoeste con el departamento Tapenagá y al oeste con el departamento Presidencia de la Plaza.

## Demografía
Cuenta con 15 096 habitantes (Indec, 2022), lo que representa un incremento promedio anual del 0.98% frente a los 13 490 habitantes (Indec, 2010) del censo anterior. La mediana de edad se estableció en 30 años.
| Gráfica de evolución demográfica de Departamento General Donovan entre 1991 y 2022 |
|                                                                                    |
| Fuente: censos nacionales del INDEC                                                |

## Localidades
La mayor parte de la población se concentra en la ciudad cabecera y en las ciudades de La Escondida y La Verde. El resto de la población se agrupa en pequeños asentamientos de carácter rural o se encuentra dispersa.
| Cabecera (Población 2010) | Ciudades (Población 2010)                         | Localidades (Población 2010) |
| ------------------------- | ------------------------------------------------- | ---------------------------- |
| Makallé (4322 hab.)       | - La Escondida (3261 hab.) - La Verde (2717 hab.) | - Lapachito (888 hab.)       |